# Samotherium
Samotherium es un género extinto de jirafas del Mioceno y Plioceno en Eurasia y África. Samotherium tenía dos osiconos en su cabeza, y las largas piernas. Los osiconos generalmente apuntaban arriba, y se curvan atrás, los machos tenían osiconos más grandes y más curvos, sin embargo, en las especies chinas, S. sinense, los osiconos rectas apuntan lateralmente, no arriba. El género está estrechamente relacionado con Shansitherium. De acuerdo al biólogo Richard Ellis, el cráneo de un Samotherium es retratado casi idéntico en un antiguo jarrón griego como un monstruo con el que Heracles está luchando.

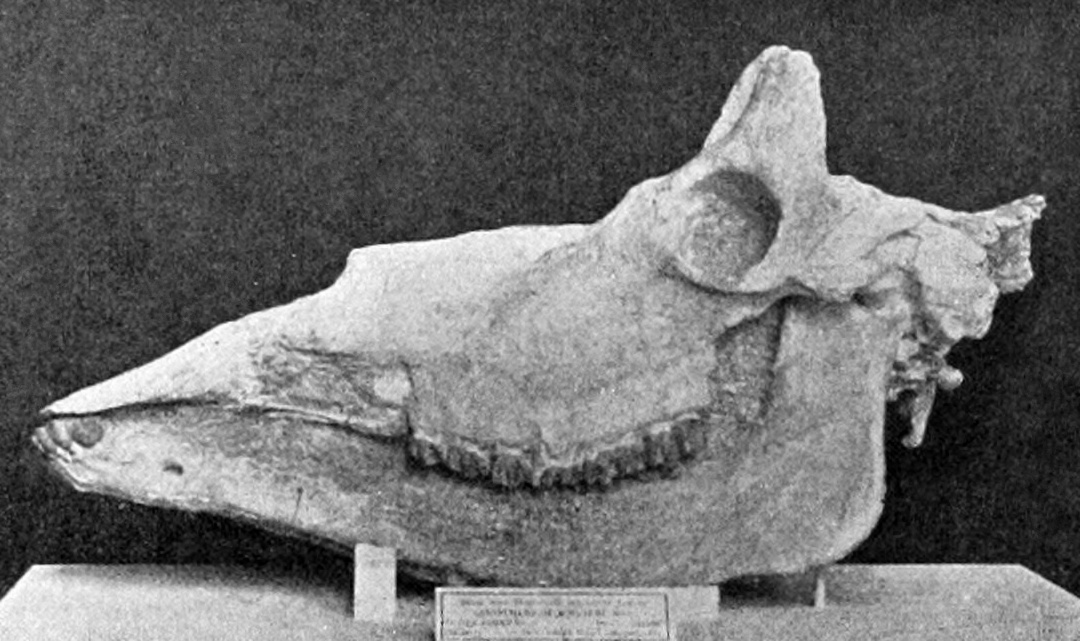
Cráneo de Samotherium de Samos, Grecia.

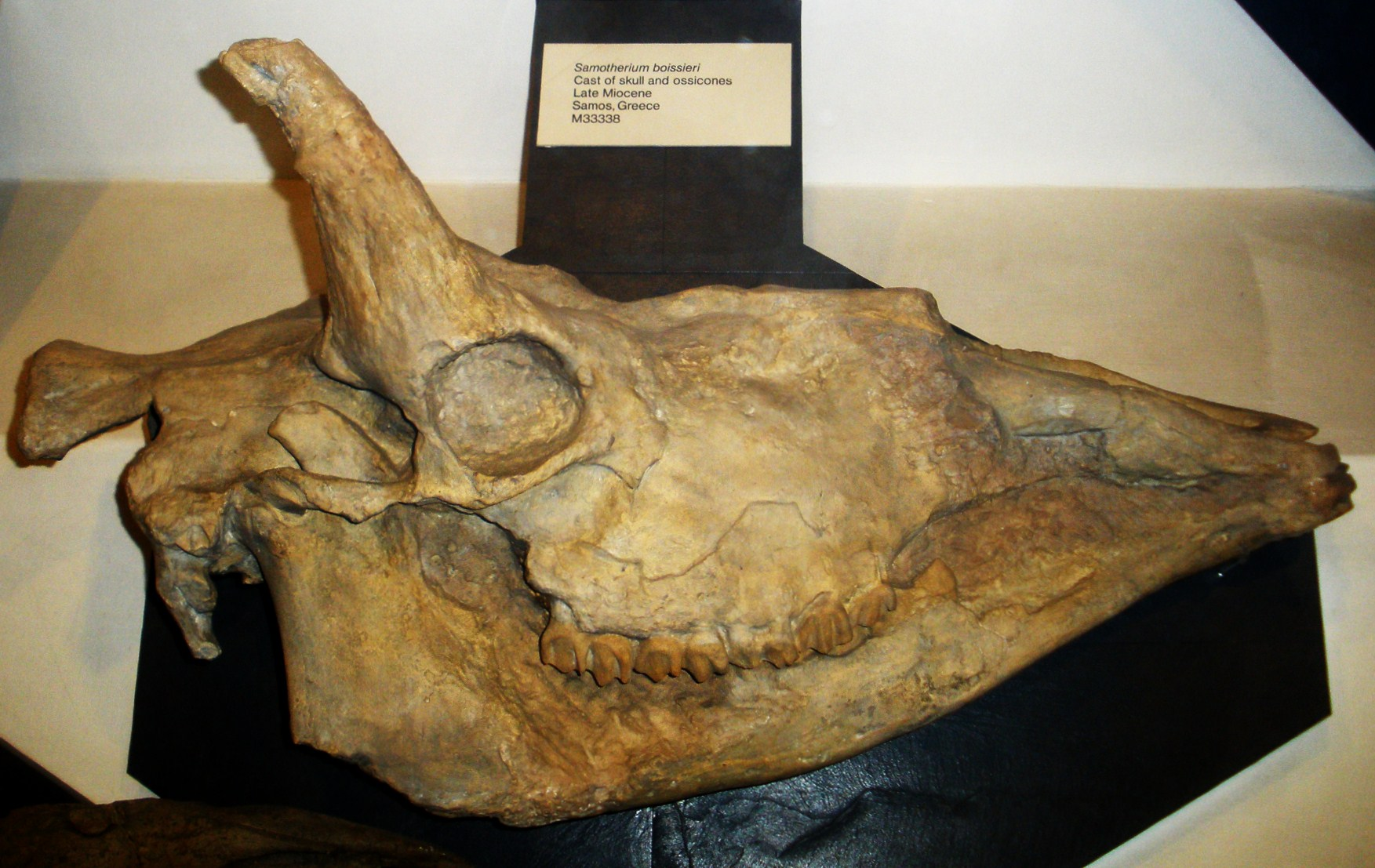
Cráneo de Samotherium boissieri.

## Etimología
El nombre del género se traduce como "bestia de Samos", para conmemorar donde se encontraron los primeros fósiles.